# Jürgen Meyer (Akustiker)
Jürgen Meyer (* 16. März 1933 in Braunschweig) ist ein deutscher Experte für Akustik.
Meyer absolvierte im Jahre 1951 sein Abitur am Wilhelm-Gymnasium in Braunschweig und studierte an der TH Braunschweig Elektrotechnik und Akustik mit der Promotion 1960 über Akustik von Orgelpfeifen (Über Resonanzeigenschaften und Einschwingvorgänge von labialen Orgelpfeifen). Er war ab 1957 am Labor für Musikalische Akustik der Physikalisch-Technische Bundesanstalt (PTB), dessen Leitung er 1971 als Nachfolger von Werner Lottermoser übernahm. 1985 übernahm er die Leitung des Bereichs Hörakustik (Angewandte Akustik). Er blieb dort bis zu seiner Pensionierung. Sein Nachfolger als Leiter des Labors für Musikalische Akustik war 1985 bis 2005 Klaus Wogram, ein Spezialist für Blechblasinstrumente.
Meyer befasst sich mit Akustik von Musikinstrumenten und speziell dem Zusammenhang von Spieltechnik und Klang, Akustik von Orchestern (und deren Aufführungspraxis) und Konzertsälen, auch von historischen Konzertsälen, Flöten, Richtcharakteristik von Musikinstrumenten, Kirchenakustik. Er gab seit 1990 akustische Demonstrationen mit Orchestern in den USA, Japan und Europa unter anderem mit den Berliner Philharmonikern.
Außerdem war er Lehrbeauftragter für Musikalische Akustik und ab 1980 Professor an der Hochschule für Musik Detmold.
Meyer spielt selbst Violine, spielte in Streichquartetten und leitete ein Kammerorchester mit Freizeitmusikern.
1992 wurde er Fellow der Acoustical Society of America und 2004 erhielt er die Helmholtz-Medaille der Deutschen Gesellschaft für Akustik, deren Präsident er 1995 bis 1998 war.

## Schriften
- Akustik der Holzblasinstrumente in Einzeldarstellungen (Das Musikinstrument, Bd. 17). Verlag Das Musikinstrument, Frankfurt am Main 1966.
- (mit Werner Lottermoser) Orgeln, Kirchen und Akustik. 2 Bände, Bochinsky, 2. Auflage Frankfurt 1983 (zuerst 1966).
- Akustik und Musikalische Aufführungspraxis: Leitfaden für Akustiker, Tonmeister, Musiker, Instrumentenbauer und Architekten (Fachbuchreihe Das Musikinstrument). Bochinsky, Frankfurt am Main 1972. 4. Auflage 1999; 5. aktualisierte Auflage 2004.
- Physikalische Aspekte des Geigenspiels. Ein Beitrag zur modernen Spieltechnik und Klanggestaltung für Berufsmusiker, Amateure und Schüler. Schmitt, Siegburg 1978. (Neuauflage: Verlag der Instrumentenbau-Zeitschrift, Sigburg 1992)
- Akustik der Gitarre in Einzeldarstellungen (Das Musikinstrument, Bd. 42). Bochinsky, Frankfurt am Main 1985, ISBN 978-3-923639-66-3.
- (als Herausgeber) Qualitätsaspekte bei Musikinstrumenten. Beiträge zu einem Kolloquium. Moeck, Celle 1988, ISBN 978-3-87549-037-4.
- Kirchenakustik. Bochinsky, Frankfurt am Main 2003, ISBN 3-923639-41-4.